# Islas de las Palmas (Indonesia)
La Isla de las Palmas, Isla Palmas, o bien la Isla Miangas (en indonesio: Pulau Miangas) es la isla más al norte de Célebes Septentrional en Indonesia. 

## Etimología
Según Ganesan y Amer, la palabra miangas significa "abierto a los piratas del mar", ya que los piratas de Mindanao solían visitar la isla. En el siglo XVI la isla fue llamada «Isla de Las Palmas», mientras que en portugués fue llamada Ilha de Palmeiras. En el lenguaje sasahara la isla fue llamada Tinonda o Poilaten, que significa "las personas que viven apartados del archipiélago principal" y "nuestra isla", respectivamente.

## Historia
En octubre de 1526, García de Loaisa, marinero y explorador español, descubrió la isla. 
La isla fue utilizada como sitio de defensa de las personas Talaud mientras el Sultanato de Joló los atacaba.
La isla se vio afectada por el brote de cólera en 1885, causando que centenares de los habitantes se trasladaran a la isla de Karakelang. 
En 1895, EJ Jellesma, residente de Manado, visitó Miangas tras rechazar la bandera española. Jellesma les dio una medalla y bandera holandesa. Junto con Jellesma estaba el Pastor Kroll. Unos 254 residentes fueron bautizados por Kroll como protestantes. Después de la visita de Jellesma, un Tahuna asistente de enfermería y el Pastor pannings visitaron la isla en abril y octubre de 1909.
Según Tratado de París, la zona de Filipinas fue toda el área geográfica dentro de un área grande. Miangas yacía dentro de límite meridional de ese espacio. El 21 de enero de 1906, el general Leonard Wood, gobernador general de Moro, visitó oficialmente la isla por primera vez.
Después de que los Países Bajos y los Estados Unidos llevaron el caso conocido como a la Corte Permanente de Arbitraje en un Acuerdo Especial dirigido por Max Huber, un árbitro suizo, el 23 de enero de 1925,  El 4 de abril de 1928, Huber decidió que la isla "forma una parte integral del territorio de los Países Bajos". Tras la independencia Indonesia recibió el territorio.